# Noualhieridia
Noualhieridia is een geslacht van wantsen uit de familie van de Acanthosomatidae (Kielwantsen). Het geslacht werd voor het eerst wetenschappelijk beschreven door Breddin in 1898.

## Soorten
Het genus bevat de volgende soorten:

- Noualhieridia guentheri Kment, 2007
- Noualhieridia marginata Cachan, 1952
- Noualhieridia ornatula Breddin, 1898
- Noualhieridia rufa Cachan, 1952